# Labyrinthus leucodon
Labyrinthus leucodon es una especie de caracol terrestre. Taxonómicamente, es un molusco gastrópodo pulmonado de la familia Pleurodontidae.

## Descripción
La periferia de la concha de esta especie es extremadamente angulosa. La espira es normalmente elevada, y los lados de la espira son planas o ligeramente redondeado. La apertura de concha es moderadamente desviada. Dentro de la apertura, la lámina parietal es alta y desciende hasta que se junta con el borde parietal. El labio basal tiene unos dientes ancho y prominente. El diente inferior es prominente y con forma de media luna, con prominencias laterales fuertes. El labio superior su superficie a menudo tiene un dentículo con tubérculos pequeños.
El periostraco es de color marrón, a veces salpicado de amarillo verdoso.

## Distribución
La distribución conocida de esta especie es la siguiente::
- Venezuela[1][2] (señalada para los estados Carabobo,[1][3] Distrito Capital,[1][2] Falcón,[3] Mérida,[1][2] Vargas[1] y Yaracuy[1][2])
- Colombia[1]